# Kościół św. Rocha w Rzadkwinie
Kościół świętego Rocha w Rzadkwinie – rzymskokatolicki kościół parafialny należący do parafii pod tym samym wezwaniem (dekanat strzeliński archidiecezji gnieźnieńskiej).
Obecna świątynia została zbudowana z cegły w stylu neogotyckim z elementami stylu neoromańskiego w 1882 roku. Kościół jest orientowany, konsekrowano go w 1933 roku. Do zabytków znajdujących się we wnętrzu można zaliczyć: trzy ołtarze w stylu neogotyckim, figurę Chrystusa Zmartwychwstałego, monstrancję, kielich mszalny i relikwiarz Piusa X Na wieży są umieszczone trzy dzwony o imionach: św. Izydor, św. Józef i Najświętsza Maryja Panna.